# Archivio di Stato di Teramo
L'Archivio di Stato di Teramo è un ufficio periferico del Ministero della cultura che, a norma di legge, conserva la documentazione storica prodotta dalle amministrazioni periferiche dello Stato nella provincia di Teramo e per deposito volontario, custodia temporanea, donazione o acquisto ogni altro archivio o raccolta documentaria di importanza storica.

## Storia
Il decreto 22 ott. 1812 n. 1524 aveva sancito che presso ciascuna provincia del Regno di Napoli dovesse essere stabilito un archivio per il quale l'intendente avrebbe dovuto proporre un locale il più contiguo possibile al palazzo del suo ufficio e la successiva legge organica degli archivi, emanata con decreto 12 novembre 1818, n. 1379 da Ferdinando I, re delle Due Sicilie, confermò la presenza di un Archivio in ciascuna provincia dei domini al di qua del Faro. A Teramo l'Archivio fu realmente istituito nel 1838 presso lo stesso palazzo dell'Intendenza, dove confluirono i documenti prodotti dalle amministrazioni operanti nel territorio della provincia.
Sulla base della legge del 20 marzo 1865, n. 2248, l'Istituto fu affidato alla provincia e con decreto 22 settembre 1932 assunse la denominazione di Archivio provinciale di Stato di Teramo.  Con legge 22 dicembre 1939 sul nuovo ordinamento degli Archivi del Regno fu cambiata l'intitolazione degli istituti provinciali in “Sezioni di Archivio di Stato”, mentre, a seguito del D.P.R. 30 settembre 1963, nel contesto di un più moderno e organico ordinamento del settore archivistico e di una riorganizzazione su tutto il territorio nazionale, assunse la sua attuale denominazione

## Sede
Nel 1935 l'Istituto affiancò alla sede iniziale nel palazzo dell'Intendenza la palazzina privata De Petris e l'ex monastero di San Matteo. Nel 1942 l'Istituto si trasferì a palazzo Delfico e, sempre per necessità di locali, nel 1969, venne aggiunta una sede succursale, ma già nel 1988 sorsero problematiche connesse ad una nuova ed appropriata dislocazione, in quanto il palazzo fu destinato ad accogliere la biblioteca provinciale. Di conseguenza l’Archivio si rivolse al Demanio dello Stato per la concessione della ex casa circondariale di Sant’Agostino, situata nel centro storico della città. L’edificio fu ritenuto idoneo per le caratteristiche distributive degli spazi, pur avendo necessità di sostanziali opere di restauro e di riadattamento per il recupero del carattere monumentale della struttura ed il riscatto del suo valore storico e architettonico.  In attesa della definizione dei lavori il Demanio concesse un secondo immobile, anch’esso un ex complesso conventuale situato nel centro storico della città. La struttura, risalente aL sec. XIII e successivamente adibita a scopi militari, venne progressivamente restaurata dal 1998 al 2001 e nei suoi 1635 metri quadrati furono riorganizzate le attività dell’Archivio di Stato e del servizio al pubblico, compresa una sala studio.  La sede di Sant’Agostino, sviluppata su 4450 metri quadrati disposti su tre piani, oltre ad un grande chiostro e vari cortili esterni, venne restaurata tra il 2002 e il 2008 e inaugurata nel 2010, lasciando al complesso di San Domenico la sola funzione di deposito di materiali archivistici.

## Patrimonio
Il patrimonio archivistico dell’Archivio di Stato di Teramo, prodotto dagli uffici periferici delle amministrazioni statali preunitarie e postunitarie, comprende documenti quantificabili in 12.000 metri lineari di scaffalature, per un arco temporale che va dal sec. XIII fino al sec. XXI e costituisce una fonte di primaria importanza per la storia dell’Abruzzo Ulteriore Primo (attuale provincia di Teramo e parte di quella di Pescara). Di grande rilevanza storico-archivistica sono i fondi di antico regime, gli atti dei notai e gli archivi di famiglie e persone, quali: Delfico (1533-1853), Badia (1476-1859), De Sterlich-Aliprandi (1527-1978), Mezucelli (1712-1918), Giuseppe Persiani (sec. XIX). Di particolare pregio le pergamene, le più antiche risalenti al 1225, nonché frammenti delle stesse, contenenti notazioni musicali databili tra il sec. XV ed il sec. XVII, recuperati dai protocolli notarili. Sono presenti anche gli archivi di alcuni enti pubblici, acquisiti in deposito, quali quello del Comune di Teramo e quello dell'ex Ospedale psichiatrico Sant’Antonio abate di Teramo, contenente le cartelle cliniche. Complessivamente il patrimonio documentario è quantificabile in circa 12 km lineari; lo accompagna una biblioteca di circa 17.500 volumi dal sec. XVI al sec. XX, suddivisi tra pubblicazioni di carattere monografico, enciclopedie, collezioni ed altre opere.